# Джон Катанах Макдональд
Джон Катанах Макдональд (ум. в 1499) — 4-й вождь клана Макдональд из Даннивега, старший сын Джона Мора Макдональда (ум. 1499) и Сабины О’Нил, дочери ирландского племенного вождя Фелима Бакоха О’Нила из Клэнабоя.

## Биография
Его отец, Джон Мор Макдональд, 3-й глава клана Макдональдов из Даннивега (1376—1399), был обвинен шотландским королём Яковом IV Стюартом в государственной измене и отказался явиться на королевский суд в Эдинбург. Вместе со своим отцом и тремя сыновьями Джоном Мором, Джоном Огом и Дональдом Баллоком Джон Катанах был предательски захвачен в плен своим родственником Джоном Макиэном из Арднамурхана и выдан королевским властям. Джон Мор, Джон Катанах и его сыновья Джон Мор, Джон Ог и Дональд Баллок были осуждены, признаны виновными в государственной измене и повешены в Эдинбурге в1499 году. Один из сыновей Джона Катанаха Макдональда, Александр, бежал в Ирландию, где возглавил клана Макдональдов из Даннивега.

## Семья
Жена — Сесилия Савадж, дочь Роберта Саваджа, лорда Ардиса. Их дети:
- Александр (ум. 1538), 5-й вождь клана Макдональд из Даннивега, бежал в Ирландию
- Джон Мор (ум. 1499), казнен вместе с отцом
- Джон Ог (ум. 1499), казнен вместе с отцом
- Дональд Баллок (ум. 1499), повешен вместе с отцом и братьями
- Агнус Ила, бежал в Ирландию
- Агнесса, 1-й муж — Дональд Галлах Макдональд, вождь клана Макдональд из Слита, 2-й муж — Торквилл Маклеод из Льюиса.